# Woodiphora bilineata
Woodiphora bilineata är en tvåvingeart som beskrevs av Borgmeier 1967. Woodiphora bilineata ingår i släktet Woodiphora och familjen puckelflugor. Inga underarter finns listade i Catalogue of Life.